# Benkara miquelii
Benkara miquelii är en måreväxtart som först beskrevs av Sijfert Hendrik Koorders och Theodoric Valeton, och fick sitt nu gällande namn av Colin Ernest Ridsdale. Benkara miquelii ingår i släktet Benkara och familjen måreväxter.
Artens utbredningsområde är Java. Inga underarter finns listade i Catalogue of Life.